# Francesco Pedone
Francesco Pedone (Milano, 6 giugno 1968) è un allenatore di calcio ed ex calciatore italiano, di ruolo centrocampista, tecnico della squadra Under-17 della Sampdoria.

## Biografia

### Giocatore
Si forma calcisticamente nella AC Garibaldina 1932 di Milano tra il 1976 e il 1979. In quest'ultimo anno passa al Como, che al tempo aveva due squadre giovanili di stanza a Milano. Cresciuto nelle giovanili lariane, ha poi esordito in Serie A con la maglia del Bari nella stagione 1994-1995, in occasione di una sconfitta interna contro la Lazio (0-1). La sua carriera di calciatore professionista, durata diciassette anni, lo ha visto militare in diverse squadre del panorama italiano con quasi 500 partite al suo attivo; ha raggiunto i suoi livelli più alti in massima serie, dove ha vestito le maglie di Reggiana, Venezia, Bari e Sampdoria.
Complessivamente vanta oltre 140 presenze in Serie A e più di 200 in Serie B, riuscendo a ottenere cinque promozioni in massima categoria con le squadre di Bari, Venezia, Como e Sampdoria.

### Allenatore
Dal 2004 ha iniziato come collaboratore tecnico di Walter Novellino alla Sampdoria. Nell'estate 2007 passa al Torino, nelle stesse vesti, e sempre al fianco di Novellino; segue il tecnico anche alla Reggina nel campionato 2009-2010, stavolta come allenatore in seconda, per poi tornare alla Sampdoria nella stagione 2010-2011 come collaboratore tecnico di Domenico Di Carlo. Rimane nei blucerchiati anche dopo l'esonero di Di Carlo e l'arrivo di Alberto Cavasin.
Nelle due stagioni successive (2011-2012 e 2012-2013) entra a far parte del settore giovanile della società doriana, con il ruolo di coordinatore tecnico delle squadre Primavera, Allievi Nazionali A-B e Allievi Nazionali Lega Pro, vincendo il titolo di campione d'Italia con la categoria Allievi Nazionali A-B nell'annata 2011-2012. Nel campionato 2013-2014 assume la conduzione degli Allievi Nazionali A-B.
Tra l'11 e il 20 novembre 2013 assume ad interim la conduzione tecnica della prima squadra, in seguito all'esonero di Delio Rossi, fino all'arrivo del nuovo allenatore Siniša Mihajlović. Nell'estate 2015 gli viene inizialmente affidata la squadra Primavera della società blucerchiata; incarico che lascia il successivo 2 settembre per andare a ricoprire il ruolo di vice nello staff della prima squadra guidata da Walter Zenga, lasciato vacante da Luigi Cagni. Il 15 novembre seguente, con l'arrivo sulla panchina doriana di Vincenzo Montella al posto di Zenga, ritorna alla guida della Primavera.
Nella stagione 2016-2017, alla guida della squadra Primavera blucerchiata raggiunge le final eight per l'assegnazione dello scudetto, uscendo ai quarti di finale contro la Juventus (0-1). Proprio quest'ultimo è il club al quale si lega nell'estate seguente, passando alla guida dell'Under-17 bianconera, con cui raggiunge la final four scudetto dov'è eliminato in semifinale dall'Atalanta. Nell'annata 2018-2019 porta per la prima volta il club bianconero alla vittoria del torneo internazionale ABN AMRO Future Cup, battendo in finale i pari età e padroni di casa dell'Ajax.
Nel giugno 2022, dopo cinque anni, lascia la squadra bianconera per approdare, il mese seguente, sulla panchina dell'Under-18 del Sassuolo. Alla guida della squadra neroverde vince il Torneo di Viareggio 2023 e raggiunge la final four del campionato nazionale, perdendo la semifinale contro i pari età dell'Inter.

## Palmarès

### Giocatore
- Campionato italiano di Serie B: 1

Como: 2001-2002

### Allenatore
- Torneo di Viareggio: 1

Sassuolo: 2023